# Selle d'argent
Pour plus de détails, voir Fiche technique et Distribution.
Selle d'argent (Sella d'argento) est un western spaghetti réalisé par Lucio Fulci, sorti en 1978.

## Synopsis
Un fermier et son jeune fils croisent Luke Fletcher, l'homme de main de Richard Barrett, riche propriétaire dirigeant la région. Le fermier se plaint que Richard l'a volé en lui vendant un terrain inexistant. Fletcher le provoque, le force à dégainer et l'abat. Lorsque celui-ci part en rigolant, l'enfant, qui a assisté au meurtre de son père, ramasse l'arme et tue Fletcher. Il prend la monture de ce dernier et s'enfuit, assis sur la selle d'argent.
Devenu adulte, il est un chasseur de primes se faisant appeler Roy Blood. Un jour, en chemin, il rencontre le Serpent, un pilleur de cadavres, qui l'accompagne dans la ville de Cerriotts. Il se rend dans la maison close du coin où il retrouve Shiba, une ancienne connaissance. Elle lui parle d'un certain Shep, travaillant pour le bandit mexicain Garrincha, qui lui extorque de l'argent. Roy décide de l'aider. Il trouve Shep et le tue. Un dénommé Turner se trouve sur les lieux. Il achète le Serpent pour qu'il convainque Roy d'accepter une besogne. Roy refuse tout d'abord l'offre, mais change d'avis lorsqu'il entend le nom de la personne à assassiner : Thomas Barrett. Il s'agit du frère de Richard Barrett, alors décédé, que Roy tient depuis toujours pour responsable de la mort de son père. Il se rend donc au lieu prévu pour effectuer le travail, mais il s'agira d'un piège.

## Fiche technique
- Titre original italien : Sella d'argento
- Titre français : Selle d'argent
- Réalisation : Lucio Fulci
- Scénario : Adriano Bolzoni
- Directeur artistique : Carlo Simi
- Costumes : Carlo Simi et Carlo Gentili
- Chef décorateur : Gilberto Carbonaro
- Photographie : Sergio Salvati (en)
- Assistant réalisateur : Nazzareno Zamperla
- Scripte : Roberto Giandalia
- Cadreur : Enrico Cortese
- Premier assistant opérateur : Maurizio Lucchini
- Photographe de plateau : Sandro Borni
- Chef-opérateur du son : Mario Ottavi
- Perchman : Giovanni Fratarcangeli
- Montage : Ornella Micheli
- Assistant au montage : Bruno Micheli
- Aide au montage : Mario D'Ambrosio
- Musique : Franco Bixio, Fabio Frizzi et Vince Tempera
- Chanson « Silver Saddle » : Ken Tobias
- Maquilleur : Walter Cossu
- Coiffure : Giuseppina Bovino
- Producteur : Piero Donati
- Directeurs de production : Carlo Bartolini et Ennio Di Meo
- Inspecteur de production : Bruno Gallo
- Secrétaire de production : Mauro Miraglia
- Administrateur de production : Giancarlo Ciotti
- Cassieri : Nera Caporali et Nestore Baratella
- Société de production et distribution : Rizzoli Film
- Directeur du doublage : Pino Locchi
- Format : Couleur - 2.35:1 - 35 mm - Mono
- Pays :  Italie
- Langue : Italien
- Genre : Western
- Durée : 100 minutes
- Dates de sortie :
  - Italie : 20 avril 1978
  - France : 12 décembre 1979

## Distribution
- Giuliano Gemma : Roy Blood
- Sven Valsecchi : Thomas Barrett fils
- Ettore Manni : Thomas Barrett père
- Gianni De Luigi : Turner
- Cinzia Monreale : Margaret Barrett
- Licinia Lentini : Sheba
- Aldo Sambrell : Garrincha
- Philippe Hersent : le shérif
- Donald O'Brien : Luke Fletcher
- Sergio Leonardi : Butch le barman
- Karine Verlier (sous le nom de « Karine Stampfli ») : Peggy
- Agnes Kalpagos : Une prostituée
- Maria Tinelli : Une prostituée
- Geoffrey Lewis : le Serpent

## Production
Le tournage se déroula en Espagne, dans la province d'Almería, surtout dans le désert de Tabernas.